# Chicago Conversations
Chicago Conversations ist ein Jazzalbum von Peter A. Schmid, das am 31. August 2014 im Strober Recording Studio in Chicago entstand. Die Aufnahmen erschienen 2015 auf dem Schweizer Musiklabel Creative Works Records.

## Hintergrund
Im Februar 2013 waren Pater A. Schmid, Marc Stucki und Thomas Mejer auf dem Jazzwerkstatt Festival in Bern zusammen mit Keefe Jacksons Band Likely So aufgetreten, in der zu diesem Zeitpunkt  Wacław Zimpel, Mars Williams und Dave Rempis spielten (A Round Goal). Im folgenden Jahr traf Schmid bei einem Aufenthalt in Chicago erneut mit Keefe Jackson und Musiker in dessen Umfeld zusammen; dabei entstand in Trio- und Duo-Konstellationen eine Reihe von Titeln, an denen außerdem Michael Zerang („Candlesticks“, „Zerosch“ und „Trio“), Wacław Zimpel („Clarinetrio“ und „Twoclarinet“), Frank Rosaly („Zerosch“ und „Drum ‘n’ Bass“), Albert Wildeman („Trio“ und „Contrabasics“), Josh Berman und Nick Broste („Windy City“) beteiligt waren.

## Titelliste
- Peter A. Schmid: Chicago Conversations (Creative World CW 1061)[2]

1. Candlesticks #1 (Schmid/Zerang/Rosaly)
2. Candlesticks #2 dto
3. Candlesticks #3 dto
4. Candlesticks #4 dto
5. Clarinetrio #2 (Schmid/Jackson/Zimpel)

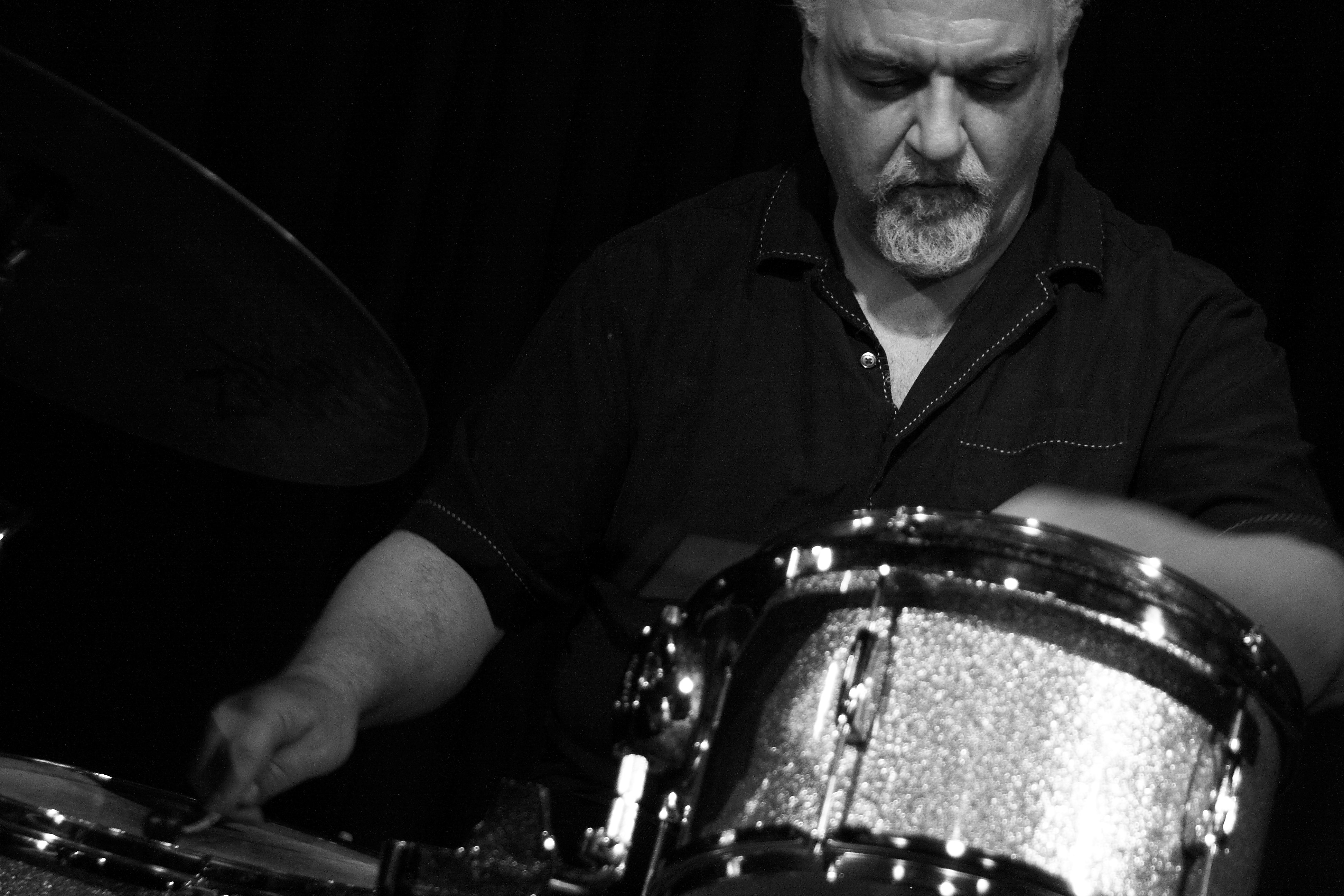
Michael Zerang 2013 bei einem Auftritt im club W71, Weikersheim

6. Clarinetrio #4 dto
7. Clarinetrio #5 dto
8. Clarinetrio #6 dto
9. Clarinetrio #8 dto
10. Clarinetrio #9 dto
11. Zerosch #1 (Schmid/Zerang/Rosaly)
12. Zerosch #2 dto
13. Trio (Schmid/Wildeman/Zerang)
14. Windy City #1 (Schmid/Berman)
15. Windy City #2 dto
16. Windy City #3 (Schmid/Broste)
17. Twosax #1 (Schmid/Jackson)
18. Twosax # 2 dto
19. Twosax #4 dto
20. Twoclarinet #1 (Schmid/Zimpel)
21. Twoclarinet #2 dto
22. Contrabasics #1 (Schmid/Wildeman)
23. Contrabasics #2 dto
24. Drum ‘n’ Bass (Schmid/Rosaly)

## Rezeption
Alberto Bazzurro schrieb in der italienische Ausgabe von All About Jazz, „24 sehr kleine Stücke machen dieses sehr aufregende Werk“ des 57-jährigen Zürcher Multiinstrumentalisten Peter A. Schmid aus, der es an einem einzigen Tag aufnahm, aufgeteilt in fünf Duette (eine seiner Spezialitäten, wie er es in Begegnungen mit zahllosen Partnern wie Evan Parker, Ned Rothenberg und Vinny Golia gezeigt hatte). Außerdem enthält der Mitschnitt neun Trios. Die Bevorzugung, wie es in Schmids Musik häufig vorkomme, liege in der Regel bei den tiefen Registern, vorzugsweise gespielt mit dem Baritonsaxophon, der Bassklarinette und der Kontrabassklarinette, und ringsherum umgibt es sich mit anderen tiefen Klarinetten, sowie dem Kontrabass, Posaune, Dabei sein „ein Album mit einem stringenten, fast rauhen Zusammenhalt“ entstanden, „in dem selbst die Perkussion in mindestens sieben Episoden eine zentrale Rolle spiele, und dabei meist milde Klangfarben setze als im streng rhythmische Stile zu agieren“.
Die Musik des Albums, führt Bazzurro weiter aus, erscheine „manchmal dunkel bis fast geisterhaft, nicht selten entlang der suggestiven Anhöhe, die Klang und Stille voneinander trennt (aber gleichzeitig vereint)“, so etwa in Clarinetrio #4 oder in Windy City #1 nervös und fragmentarisch oder nochmal im Triptychon. Im das Album beschließenden Drum 'n' Bass, dem mit 5:41 längsten Stück des Albums, findet sich das Duo Klarinette/Perkussion (Schmid/Rosaly), „das sich in einem diskreten, bescheidenen Abheben und sich dann allmählich in einem progressiven Crescendo (außerdem immer kontrolliert) entwickelt, und sich ein bisschen wie die Quintessenz und wie ein ideales Paradigma des gesamten Werkes“ offenbart.
Manfred Pabst meinte in der Neuen Zürcher Zeitung, der Saxofonist Peter A. Schmid sei „ein Phänomen.“ Schmids Musik sei „immer radikal und anspruchsvoll. Wer auf Unterhaltung und Entspannung aus ist, der ist bei diesem intellektuellen Wildfang fehl am Platz. Doch wer die nötige Neugier mitbringt, der wird reich belohnt.“ Schmid spiele auf seiner neuen CD „mit sieben hochkarätigen Musikern zusammen, so mit den Bläsern Keefe Jackson, Waclaw Zimpel, Josh Berman und Nick Broste. Bass und Schlagzeug kommen gelegentlich hinzu, aber kein Harmonieinstrument. Free Jazz, klar! Aber kein formloses Energy-Play, sondern hellwache, dichte Interaktion.“